# Villemoirieu
Villemoirieu település Franciaországban, Isère megyében. Lakosainak száma 1890 fő (2022. január 1.). Villemoirieu Chamagnieu, Chozeau, Crémieu, Dizimieu, Moras, Saint-Romain-de-Jalionas, Tignieu-Jameyzieu és Veyssilieu községekkel határos.

## Népesség
A település népessége az elmúlt években az alábbi módon változott:
| Lakosok száma | 409  | 1218 | 1305 | 1719 | 1858 | 1883 | 1852 | 1820 | 1824 | 1890 |
|               | 1968 | 1982 | 1990 | 2006 | 2013 | 2015 | 2017 | 2019 | 2020 | 2022 |